# Јеленка Хербез
Јеленка Хербез (рођена вероватно у Видину, између 1761. и 1821), позната и по надимку Мала госпођа, била је љубавница српског кнеза Милоша Обреновића, а касније супруга српског официра и политичара Теодора Хербеза. Упамћена је по свом великом утицају на кнеза, а тиме и на државне послове. Према неким мишљењима, била је једна од најинтригантнијих историјских фигура у Србији тог времена.

## Биографија
Право име и порекло Јеленке Хербез није познато. Сматра се да је пореклом Туркиња, према неким изворима родом из Видина, а прво званично презиме добила је удајом за Теодора Хербеза.
Њу је војвода Миленко Стојковић заробио приликом освајања Рама у Првом српском устанку, покрстио и довео у свој харем. Према неким изворима, Војвода Миленко имао је велики харем са чак 42 жене. Када је 1811. војвода протеран из Србије због сукоба са Карађорђем, а харем растурен, Јеленка је била једна од жена које су остале уз њега и пратиле га на путу до Русије. Када је војвода Миленко, увидевши да више не може да издржава тако велики број жена и деце, распустио је харем, па се Јеленка враћа у Србију и 1813. године удаје за хајдука Влаха Гицу, и почињу живот на великом имању.
Брак са хајдуком Гицом је био буран. Више пута су се селили, састајали и растајали. Склон пљачки, Гица је био на мети власти, па је кнез Милош 1820. године, док је хајдук био у шуми, наредио хапшење његове породице, како би их држао као таоце у случају да се хајдук претерано отргне контроли, а имање му је запленио као одштету за хајдучију. Сматра се да је тада дошло до сусрета између Јеленке и кнеза, који убрзо наређује Јеленкино пуштање из затвора и доводи је у своју кућу као своју љубавницу, под изговором да је кнегињи Љубици потребна помоћ око деце.

### Веза са кнезом Милошем
У почетку је однос између две жене био присан. Јеленка је, поред кнегињине дружбенице и васпитачице деце, била и преводилац приликом званичних посета, пошто је добро знала турски и влашки језик. Јеленка је добила и нарочити, тајни задатак, да тадашњу кнежеву љубавницу Петрију подучи вештинама које је је научила у харему. Када је Љубица убила Петрију, њено место је заузела је Јеленка. Она је ускоро постала не само љубавница, него и поверљива саветница кнеза Милоша. Кнезу је у то доба десна рука био Аврам Стојковић, коме је један од послова био да проналази и у господареву собу приводи жене. Он и Јеленка нису се подносили и непрестано су једно друго опањкавали код кнеза. На крају је Аврам набеђен за неку крађу и обешен. У међувремену се продубљивала и њена интимна веза са кнезом, посебно када је кнегиња Љубица 1825. прешла са децом у Пожаревац, а двор се сели у Крагујевац. Тада Јеленка постаје права господарица Шареног конака и добија надимак Мала госпођа, који ће је пратити даље кроз живот.
Двор су чинили Шарени (женски) конак, који је био породична резиденција, затим Кнежев двор, здање у коме је живео сам Милош и Амиџин конак, стан управитеља двора. Јеленка је из Шареног конака водила кнежев дом. Милош и Јеленка убрзо после тога добијају и дете, сина Гаврила, чиме практично постаје друга Милошева жена, која га је пратила и у званичним приликама. Дете је било болешљиво од рођења и умрло је у другој години. Причало се да је Јеленка полудела од бола, да јој је коса оседела, па је од тада морала да је фарба, али је и даље била кнежева љубимица.
У наредних десетак година истовремено је расло Јеленкино самопоуздање, али и нетрпељивост између кнеза и кнегиње, као и између Велике и Мале госпође. Несумњиво је да је Јеленка имала велики утицај на кнеза, али и да је злоупотребљавала свој положај. Подаци државне благајне говоре о томе како је волела луксуз, а њени трошкови често су били већи од трошкова саме кнегиње. Кнез је због Гавриловог лошег здравља свом секретару Димитрију Давидовићу, лекару по образовању, наложио да дође у Крагујевац и брине о овом детету. Иако није успео да сачува Гаврилов живот, Давидовић је тада добро упознао Јеленку и постао свестан њеног великог утицаја на кнеза, а тиме и на државне послове. Зато се потрудио да јој постане добар и поверљив пријатељ. Када је 1833. године као дипломата боравио у Цариграду, писмом је замолио Јеленку да се заузме за њега и убеди кнеза да га врати у Србију јер му је здравље нарушено. Она му је изашла у сусрет, па се Давидовић вратио у Крагујевац. С друге стране, била је окрутна према својим непријатељима. Познато је да је Атанасије Теодоровић, директор прве српске гимназије и један од прва два професора Лицеума Књажества сербског, прве високе школе у Србији, када је осумњичен да је писао неко писмо против Јеленке, изгубио је службу у Крагујевцу и пребачен за писара у Гургусовачки суд. Када му је кнез Милош опростио кривицу, враћен је на место професора.
Ипак, права господарица Србије и даље је била кнегиња Љубица, што је Јеленку иритирало, али шта никада није успела да промени.

### Брак са Теодором Хербезом
После Милетине буне положај кнеза Милоша као врховног владара био је пољуљан, а односи са кнегињом Љубицом већ увелико нарушени, па он одлучује да прекине везу са Јеленком.
У то време у Србији се из Русије враћа Теодор Хербез, школован и имућан човек који је дошао да буде први чиновник у отаџбини. Давидовић га је препоручио кнезу као „родољубивог Србијана”, иначе човека са којим је провео детињство у Земуну. Он је упознао Хербеза и са Јеленком. Теодор и Јеленка венчали су се 27. јуна 1835. године, склопивши уговорени брак који ни једно од њих није желело, али за који је лично кнез Милош посредовао и дао Јеленки неку врсту (не малог) мираза, велико београдско имање у Светогорској, на ком се данас налази Дом Јеврема Грујића и Атеље 212, три куће на Варош-капији, једна у Савамали, једна у данашњој Хиландарској улици и уз то хиљаду дуката у кожној кеси Хербез је такође имао кућу у Београду, у којој је одржавао пријеме за елиту културе и политике Србије. Прелазак из Милошевог у Хербезово домаћинство Јеленки је, поред званичног друштвеног статуса и презимена, донео и прелазак из света Оријента у свет европских престоница. Хербез је током свог школовања и путовања стекао истанчани и модерни укус. Убрзо је кућа Хербезових постала центар ученог и монденског света Београда и касније се помиње у многим хроникама као стециште културног живота нове српске престонице. У једној културној историји Београда стоји да је први клавир у Београду донет управо у кућу Тодора Хербеза. Дипломате, књижевници и кнежевска породица били су редовни гости пријема које је организовао брачни пар Хербез. Та кућа је срушена у бомбардовању у Другом светском рату, а налазила се у некада Господској, а данас Бранковој улици.
Хербезови нису имали деце, па је Јеленка усвојила и васпитала своју сестричину Јелену Симић из Панчева. Јелена се 1856. године удала за познатог српског државника и либералног првака Јеврема Грујића, а старатељи су јој завештали своје велико богатство. У мираз је Јелена донела и плац у Светогорској улици. Управо је за Грујића и његову судбину везан и последњи спомен Јеленке. У писму упућеном Вуку Караџићу, 7. јануара 1860. године, кнез Михаило пише да је Јеврем Грујић именован за помоћника у Министарству правде и то „из узрока што је Јеленка горко плакала”, што наводи на закључак да ни са новим презименом и под новим владаром Јеленкин утицај није био мали.
Теодор Хербез умро је 1864. године, а тачна година Јеленкине смрти није позната.

## У култури
Две уметничке слике приказују Јеленку Хербез. Једна је платно Константина Пантелића „Јудита са главом Холоферна“, настало око 1850. године. Друго платно је приказује док нерасположено и осорно позира Урошу Кнежевићу. Због таквог става уметник јој се осветио насловом дела „Млада жена у српском“, где придев „млада“ никако не стоји моделу који је већ зашао у зреле године.
Са Јеленком Хербез као једним од главних ликова, српски писац Ђорђе Милосављевић објавио је 2008. године историјски хорор трилер „Ђаво и Мала госпођа”, чија је радња смештена у Србију из времена кнеза Милоша. Роман је инспирисан је истинитим случајем из 1835. године – серијом зверских убистава која су се десила у Крагујевцу, а за које је оптужен митски човек-пас „Псоглави”, као и чињеницом да је Ханс Кристијан Андерсен, такође један од главних ликова у роману, у то време заиста посетио Србију.